# Шауні
Шауні або шоні (англ. Shawnee) — індіанське плем'я корінний народ Північно-східного Вудленду, їхня мова відноситься до алгонкінської мовної сім'ї.
Їхня батьківщина до появи європейців на землях Північної Америки, ймовірно, була зосереджена в південному Огайо. У XVII столітті вони розсіялися по Огайо, Іллінойсу, Меріленду, Делаверу та Пенсільванії. На початку XVIII століття вони здебільшого зосередилися на сході сучасної Пенсільванії, але пізніше того ж століття знову розпорошилися по Пенсільванії, Західній Вірджинії, Кентуккі, Огайо, Індіані та Іллінойсу, причому невелика група приєдналася до маскогі в Алабамі. До XIX століття федеральний уряд США примусово виселив їх згідно із Законом про переселення індіанців 1830 року в райони на захід від річки Міссісіпі: які згодом стали американськими штатами Міссурі, Канзас і Техас. Зрештою, їх переселили на індіанську територію, яка на початку XX століття стала штатом Оклахома.
Сьогодні люди Шауні зараховані до трьох федерально визнаних племен, усі зі штаб-квартирою в Оклахомі:
- Плем'я індіанців Абсенте-Шоуні з Оклахоми
- Східне плем'я шоні з Оклахоми
- Плем'я шоні.